# Воздушные змеи (роман)
Воздушные змеи (фр. Les cerfs-volants) — последний роман Ромена Гари, написанный в 1980 году. Вскоре после написания произведения Гари покончил с собой.

## Сюжет
В романе рассказана история безумной любви между польской аристократкой Лилой и мальчиком Людо из Нормандии, обладающим феноменальной памятью. События романа начинаются за 10 лет до Второй мировой войны и заканчиваются по её окончании.
На русском языке впервые опубликован в журнале «Иностранная литература» № 1—2 в 1994 году в переводе Евгении Штофф.
В 1930 году Людо 10 лет. После смерти родителей он живёт в Нормандии со своим дядей, Абруазом Флери. За увлечение изготовлением воздушных змеев в форме знаменитых людей Франции и всего мира Амбруаза Флери считают ненормальным.
После случайной встречи с прекрасной польской аристократкой по имени Лила, Людо пытается добиться её расположения. Он страдает от ревности к Гансу, немецкому кузену и другу Лилы. Благодаря своим способностям в счёте Людо становится секретарём отца Лилы, Бронницкого, а также его помощником в аферах на бирже.
Перед войной Людо несколько месяцев живёт в Польше, в замке Бронницких с Лилой, однако непосредственно перед войной он вынужден вернуться во Францию. Людо становится активным участником Сопротивления и находит Лилу, вернувшуюся из Польши со своей семьей, благодаря помощи немецкого офицера Фон Тиля.
В Париже Людо знакомится с Жюли Эспинозой, бывшей мадам из борделя, которая становится одним из главных информаторов сопротивления. Друг его дяди Марселен Дюпра «сопротивляется» по-своему: он продолжает работу своего ресторана «Прекрасный уголок» несмотря на риски, сложности и даже на то, что его услугами пользуются в основном немецкие офицеры. Амбразье пытаются арестовать за запуск змеев с иудейской шестиконечной звездой в знак протеста против событий на велодроме д’Ивер («Вель д’Ив»). Он сбегает в Шамбон-сюр-Линьон и присоединяется к пастору Андре Трокме и его жене Магде для спасения еврейских детей. На границе Лиона и Швейцарии его задерживают немцы. К счастью он возвращается из Аушвица и восстанавливает производство змеев как символа надежды и подъёма. Лила была острижена за свой коллаборационизм, что не помешало им с Людо пожениться.

## Цитаты
- «Может быть. Немцы мне очень помогли. Говорят: самое ужасное в фашизме — его бесчеловечность. Да. Но надо признать очевидное: эта бесчеловечность — часть человеческого. Пока люди не признают, что бесчеловечность присуща человеку, они будут жертвами благонамеренной лжи».
- «Осточертело всё белое и всё чёрное. Серое — вот человеческий цвет».
- «Я говорил себе, что нам будет очень не хватать фашистов: без них будет тяжело — не на кого сваливать свою вину».